# (73194) 2002 JY7
(73194) 2002 JY7 – planetoida z pasa głównego asteroid okrążająca Słońce w ciągu 3,6 lat w średniej odległości 2,35 j.a. Odkryta 6 maja 2002 roku.